# Władysław Raginis
Wladyslaw Raginis (Daugavpils, Letonia, Rusia; 27 de junio de 1908 - Strękowa Góra, Wizna, Polonia; 10 de septiembre de 1939) fue un oficial del Ejército polaco que destacó por la defensa del cinturón defensivo del río Narew ante fuerzas alemanas muy superiores durante la Invasión alemana de Polonia de 1939,  en el inicio de la Segunda Guerra Mundial. 
En algunas literaturas históricas se le compara con  Leónidas de la batalla de las Termópilas.

## Biografía
Wladyslaw Raginis nació en el pueblo de Daugavpils, Letonia en el seno de una familia de terratenientes polacos en la que predominaba el pensamiento patriótico nacionalista cuando su provincia era parte de la Rusia Zarista.
Se unió a la Escuela de suboficiales de Komorowo en 1927 para luego unirse en 1928 a la escuela de oficiales de Ostrów Mazowiecki donde se graduó en julio de 1930 como teniente segundo.
Fue asignado al 76.º Regimiento de Infantería polaco con asiento en Grodno donde fungió como  comandante instructor de un cuerpo de Cadetes. En 1939 fue ascendido a teniente y ese mismo año a capitán teniendo a cargo el 3.er. regimiento de ametralladoras pesadas del Cuerpo de Defensa Fronterizo de Sarny.

## Segunda Guerra Mundial
En los preludios de la Segunda Guerra Mundial, el 1 de septiembre de 1939, Raginis fue destinado con su batallón a cargo de la defensa del cinturón defensivo del río Narew (Grupo defensivo de Narew) que defendía Wizna, una importante arteria de comunicaciones hacía Bialystok en Polonia. El cinturón defensivo de 9 km comprendía 6 búnkeres, muchos de ellos aún sin terminar.
Al mando de Raginis estaban la 8° Compañía de Tiradores del 135° Regimiento de Infantería; un pelotón de ametralladoras pesadas; la 3° Compañía de ametralladoras pesadas del Batallón 136°; una Compañía de reservistas Zapadores; un pelotón de artillería de infantería; un pelotón de Exploradores y una Batería de artillería con un total de 700 soldados y oficiales.
Raginis emplazó hábilmente sus nidos de ametralladoras y sus armas antitanques para hacer el mayor daño al enemigo.

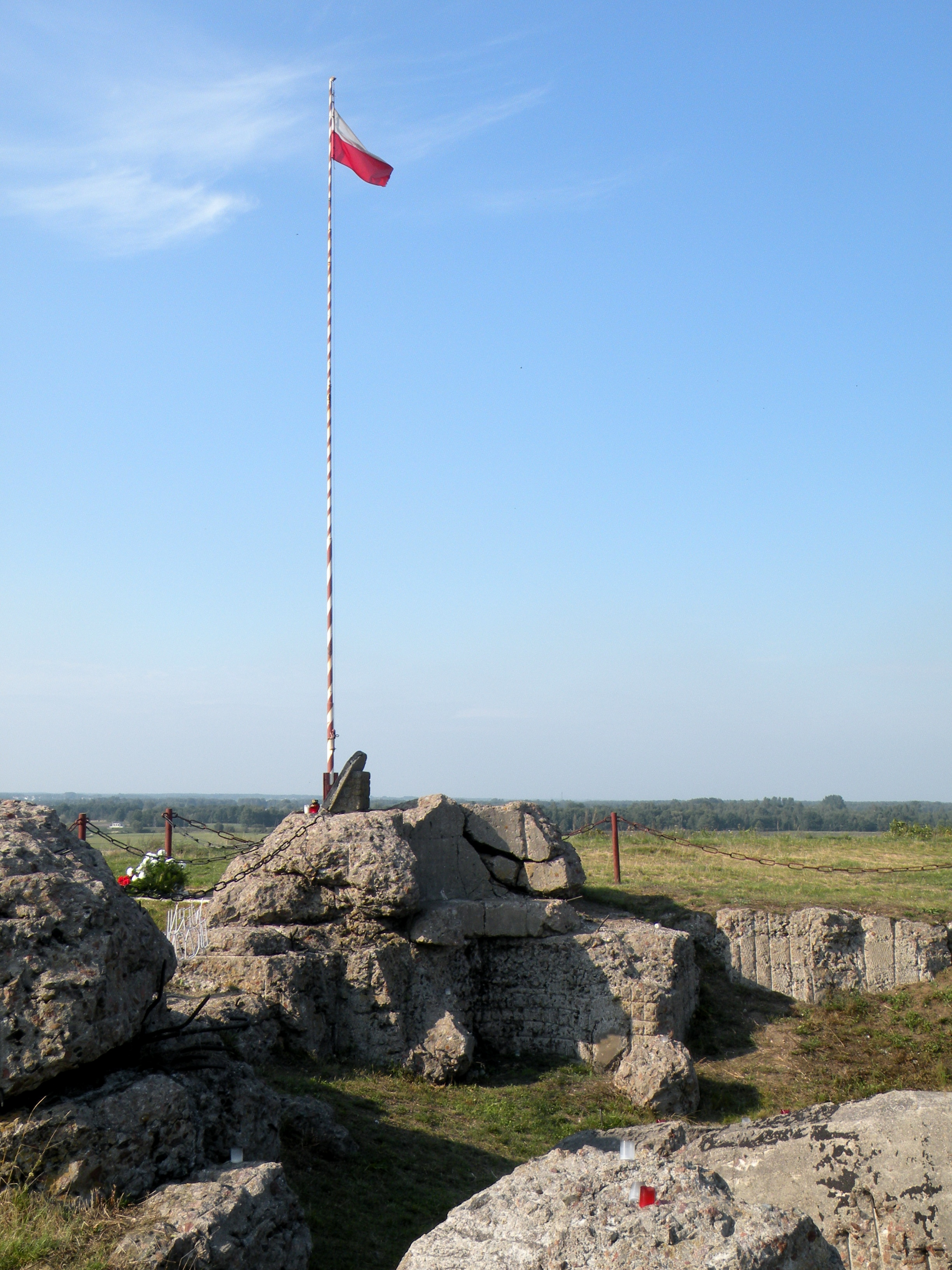
Búnker y tumba del capitán Wladyslaw Raginis y Stanislaw Brykalski

El 7 de septiembre de 1939, la 10º unidad de reconocimiento de las fuerzas alemanas al mando del general Nikolaus von Falkenhorst atacaron Wizna haciéndose de la ciudad no sin tener significativas bajas, los defensores polacos se replegaron al río Narew donde se atrincheraron en el margen oriental.
Al intentar los alemanes tomar el único puente que conducía  a Gielczyn, este fue volado por los ingenieros polacos cuando pasaban los tanques alemanes, uno de ellos fue volado con el tanque, los alemanes no tuvieron más alternativa que vadear el río, los alemanes sufrieron muchas bajas en el intento de vadeo, lo que obligó al grueso de la 3.er. División Panzer a cargo del general Panzer Von Shweppenburg  (bajo el mando del general Heinz Guderian del XIX Ejército) a desviar recursos en apoyo de Falkenhorst.
Ante las exiguas fuerzas remanentes de Raginis, se opusieron la 3° División Panzer del General Von Shweppenburg, la 20° División Motorizada del General Wiktorian; la 10° División Panzer del General Schaal y la Brigada "Lótzen con un  total de 42 200 soldados y 350 tanques contra 700 soldados polacos.
El 8 de septiembre, Von Shweppenburg intentó negociar una rendición de las fuerzas de Raginis; pero esta oferta fue rechazada. Entonces los alemanes avanzaron hacía Brzesc obligando a los polacos a retroceder hasta el último bastión defensivo de Narew.
La desigual batalla del 9 de septiembre en las colinas fue encarnizada y Raginis contuvo durante 7 horas a un ejército panzer causándole crecidas bajas en hombres y 14 tanques, las bajas se estimaron por parte de los alemanes en 900-1000 hombres. La intervención agresiva de los tanques fue perfilando el resultado de la batalla al ir destruyendo uno a uno los búnkeres del cinturón defensivo. El teniente Stanislaw Brykalski, segundo al mando falleció en el combate, Raginis que prometió ante sus soldados no dejar vivo su puesto de combate sobrevivía en el último de estos búnkeres, el búnker GG-126.
Los alemanes intentaron una segunda rendición de las tropas polacas mediante el uso de panfletos lanzados por la Luftwaffe, pero fue rechazado, entonces el 10 de septiembre, los alemanes convergieron con sus fuerzas desde tres direcciones y atacaron el resto de los búnkeres, al final tan solo quedaban 2 búnkeres en Góra Strękowa y unos 80 defensores vivos, incluido Raginis que estaba gravemente herido, ya había unas 660 bajas polacas.
Un último intento de rendición fue finalmente aceptado por Raginis quien indujo a los sobrevivientes a aceptarlo, pero él prefirió suicidarse con una granada al mediodía del 10 de septiembre. Los polacos sobrevivientes fueron brutalmente golpeados por los alemanes antes de ser tomados unos 40 soldados prisioneros, 40 soldados polacos escaparon hacía Bialystok para contar lo ocurrido en las colinas de Góra Strękowa.
Los alemanes intentaron incinerar los restos de Raginis y su 2º oficial al mando, teniente Stanislaw Brykalski siendo sepultados en un lugar en las afueras de Góra Strękowa.
El 13 de mayo de 1970, el capitán Wladyslaw Raginis fue condecorado post mortem con la máxima distinción, la medalla Virtud Militar.
En septiembre de 2011, los restos de Raginis y Brykalski fueron hallados por una agrupación histórica y cotejados con un test de ADN. Fueron enterrados con honores militares al costado de los restos de su búnker en Góra Strękowa.

## En cultura popular
Batalla de Wizna y Wladyslaw Raginis es el tema de una canción de la banda sueca Sabaton titulado "40:1" del álbum The Art of War. Titulado 40:1 por ser una proporción estimada de fuerzas a ambos lados de la batalla (de hecho, la relación entre 42 200 alemanes y 720 polacos, es 58:1). Sin embargo, el título junto con la letra de la canción deja claro que compara las fuerzas polacas con la de los legendarios 300 guerreros espartanos en la batalla de las Termópilas.